# 夢追い人
『夢追い人』（ゆめおいびと）は、1975年10月1日にポリドールから発売された小椋佳の7枚目のオリジナルアルバムである。

## 概要
初のオリコン1位を獲得した作品である。作曲の殆どを星勝が手がけており、小椋自身の作曲した曲がないという珍しい内容である。
小椋が銀行の2回目の研修のため渡米、ロスに滞在した際、それにかこつけてスタッフが合流し録音した。「シクラメンのかほり」はこのアルバムの選曲から漏れたお蔵入りの曲だった。
1991年11月1日、ポリドールよりデジタル盤が発売され、1994年5月21日にポリドールより再発。さらに2006年10月4日にユニバーサルJより再発された。

## LP盤収録曲
- 全作詞：小椋佳（特記以外）
- 編曲：星勝

A面
1. いまさら
（作曲：安田裕美）
2. 思い込み
（作曲：星勝）
3. 坂道
（作曲：井上陽水）
4. 淋しさ
（作曲：星勝）
5. そこにいる君ではなくて
（作曲：星勝）
6. 不思議な顔
（作曲：星勝）

B面
1. 送り風
（作曲：星勝）
2. 天井
（作曲：安田裕美）
3. グレープジュース飲んだ
（作詞：塚原将、作曲：星勝）
4. 夢追い人とだまされ屋
（作曲：星勝）
5. 思い込み
（作曲：星勝）

## CD盤収録曲
- 全作詞：小椋佳（特記以外）
- 編曲：星勝

1. いまさら
（作曲：安田裕美）
2. 思い込み
（作曲：星勝）
3. 坂道
（作曲：井上陽水）
4. 淋しさ
（作曲：星勝）
5. そこにいる君ではなくて
（作曲：星勝）
6. 不思議な顔
（作曲：星勝）
7. 送り風
（作曲：星勝）
8. 天井
（作曲：安田裕美）
9. グレープジュース飲んだ
（作詞：塚原将／作曲：星勝）
10. 夢追い人とだまされ屋
（作曲：星勝）
11. 思い込み
（作曲：星勝）

## クレジット
- プロデュース・ディレクション：多賀英典
- 共同プロデュース
  - 小椋佳
  - 星勝
- エンジニア：大野進
- アシスタント・エンジニア
  - 北島保則
  - Rod O'blien
- 録音スタジオ
  - Holllywood Sound Studio
  - レコード・プラント・スタジオ
  - Polydor Studio Tokyo
- 録音日：1975年5 - 7月
- カバー・アート：吉田カツ
- ボーカル：小椋佳
- バックコーラス
  - 星勝
  - Myrna Mathews
  - Marti Mccall
  - Carolyn Willis
  - en:Jackie Ward
  - Linda Yasuda
- Special Thanks：Olivia Page
- ドラム
  - ジム・ケルトナー
  - en:Jim Gordon
  - en:Ed Greene
- ギター
  - Ben Benay
  - en:David Cohen
  - リー・リトナー
  - デイヴィッド・T・ウォーカー
  - en:Dean Parks
  - 安田裕美
- ベース
  - Chuck Dominico[要検証 – ノート]
  - May Bennett
  - en:Wilton Felder
- パーカッション
  - en:Milt Holland
  - Gray Coleman
- キーボード
  - Tom Hensley
  - Larry Muhoberak[要検証 – ノート]
  - ジョー・サンプル